# Kelly Doualla
Kelly Ann Maevane Doualla Edimo (Pavia, 20 novembre 2009) è una velocista italiana, campionessa europea under 20 dei 100 metri piani e della staffetta 4×100 metri a Tampere 2025.
È l'attuale detentrice delle migliori prestazioni europee under 18 dei 100 metri piani e dei 60 metri piani indoor, nonché dei primati italiani under 20 di entrambe le specialità.

## Biografia
Nata a Pavia da genitori originari del Camerun (entrambi operatori socio-sanitari già in possesso della cittadinanza italiana), cresce a Sant'Angelo Lodigiano, in provincia di Lodi, e si avvicina all'atletica leggera durante gli anni delle scuole elementari, dopo aver praticato anche nuoto e tennis.
Si dice che le sia stato dato il nome Kelly Ann in onore della velocista giamaicana Shelly-Ann Fraser-Pryce, della quale è ammiratrice.

## Carriera

### Gli inizi
Nel 2021 entra a far parte della Nuova Atletica Fanfulla Lodigiana, dove viene allenata da Eleana Urzì, esordendo da undicenne con un crono di 7"94 sui 60 m piani all'aperto, e già l'anno successivo si fa notare ai campionati studenteschi vincendo la gara degli 80 m piani in 9"79, tempo migliore di quello ottenuto dal vincitore maschile della stessa categoria.
Talento precoce, all'età di tredici anni fa registrare il tempo di 7"48 nei 60 m piani indoor e la misura di 6,21 m nel salto in lungo, che rappresenta la miglior misura mai raggiunta da un'atleta della sua età.
Nel 2024 si trasferisce alla CUS Pro Patria Milano, allenandosi a San Donato Milanese sotto la guida tecnica di Walter Monti, dove si mette in luce da cadetta riscrivendo i primati italiani di categoria dei 60 m piani indoor (7"27), degli 80 m piani (9"32), dei 100 m piani (11"46), dei 150 m piani (17"21), del salto in lungo (6,26 m) e della staffetta 4×100 m (46"41).

### 2025: i primi successi internazionali
Il 12 gennaio 2025, al suo debutto da allieva, sigla per due volte il record italiano under 20 dei 60 m piani indoor sulla pista di Bergamo correndo prima in 7"31 in batteria (migliorando di quattro centesimi il precedente primato detenuto da Vincenza Calì) e poi in 7"27 in finale, crono che va ad eguagliare il suo personale dell'anno precedente (ottenuto da cadetta e dunque non omologabile come record under 20). Appena sei giorni dopo, sulla medesima distanza, realizza ad Ancona la migliore prestazione europea under 18 (nonché nuovo record italiano under 20) con il tempo di 7"23, mentre l'8 febbraio seguente, in occasione dei campionati italiani di categoria, si migliora ulteriormente vincendo il titolo tricolore con il tempo di 7"19, divenendo così la seconda italiana più veloce di sempre sulla distanza alle spalle di Zaynab Dosso, oltre che la nuova primatista italiana under 23 della specialità (superando il 7"20 di Manuela Levorato risalente al 1999).
Nei mesi successivi stabilisce e migliora ripetutamente il primato italiano under 20 dei 100 m piani, correndo in 11"37 il 14 giugno a Brescia, in 11"36 il 28 giugno a Rieti (dove conquista il suo secondo titolo italiano allieve dopo quello sui 60 m) e in 11"29 il 15 luglio di nuovo a Brescia, tempo quest'ultimo che la proietta nella top-ten italiana assoluta di sempre.
Nella sua prima apparizione in maglia azzurra, il 21 luglio a Skopje, vince la medaglia d'oro nei 100 m piani al Festival olimpico della gioventù europea con il tempo di 11"21, realizzando la migliore prestazione europea under 18 della specialità (oltre a ritoccare nuovamente il primato italiano under 20, ad un solo centesimo dal primato under 23 detenuto da Manuela Levorato). Con questo crono diventa, a soli quindici anni, la terza italiana più veloce di sempre sulla distanza, alle spalle di Zaynab Dosso e Manuela Levorato. Nella stessa manifestazione vince la medaglia d'oro anche nella staffetta svedese, insieme ad Alessia Succo, Laura Frattaroli e Margherita Castellani, facendo registrare la migliore prestazione europea under 18 con il tempo di 2'04"57.
Ad agosto prende parte agli Europei under 20 di Tampere, dove si consacra come una delle velociste più promettenti sulla scena internazionale conquistando il doppio titolo continentale di categoria sia nei 100 m piani, con il tempo di 11"22 ed un ampio margine su tutte le inseguitrici (divenendo la più giovane vincitrice sulla distanza nella storia della competizione), sia nella staffetta 4×100 m, insieme alle connazionali Alice Pagliarini, Elisa Valensin e Margherita Castellani, in cui contribuisce a firmare il nuovo record nazionale under 20 con il crono di 43"72.
Al termine della competizione comunica la sua volontà di rinunciare, come componente della staffetta 4×100 m azzurra, ai campionati mondiali di Tokyo in programma a settembre.

## Record nazionali
Promesse (under 23)
- 60 metri piani indoor: 7"19 ( Ancona, 8 febbraio 2025)

Juniores (under 20)
- 60 metri piani indoor: 7"19 ( Ancona, 8 febbraio 2025)
- 100 metri piani: 11"21 ( Skopje, 21 luglio 2025)
- Staffetta 4×100 metri: 43"72 ( Tampere, 10 agosto 2025) (Alice Pagliarini, Elisa Valensin, Margherita Castellani, Kelly Doualla)

Allieve (under 18)
- 60 metri piani indoor: 7"19 ( Ancona, 8 febbraio 2025)
- 100 metri piani: 11"21 ( Skopje, 21 luglio 2025)
- Staffetta svedese: 2'04"57 ( Skopje, 26 luglio 2025) (Kelly Doualla, Alessia Succo, Laura Frattaroli, Margherita Castellani)

Cadette (under 16)
- 60 metri piani indoor: 7"27 ( Bergamo, 18 febbraio 2024)
- 80 metri piani: 9"32 ( Busto Arsizio, 22 settembre 2024)
- 100 metri piani: 11"46 ( Brescia, 10 maggio 2024)
- 150 metri piani: 17"21 ( Milano, 13 aprile 2024)
- Salto in lungo: 6,26 m ( Busto Arsizio, 21 settembre 2024)
- Staffetta 4×100 metri: 46"41 ( Caorle, 6 ottobre 2024) (Camilla Barbieri, Federica Chiappani, Gaia Lavezzo, Kelly Doualla)

## Progressione

### 60 metri piani indoor
| Stagione | Tempo | Luogo   | Data       | Rank. Mond. |
| -------- | ----- | ------- | ---------- | ----------- |
| 2024/25  | 7"19  | Ancona  | 08/02/2025 |             |
| 2023/24  | 7"27  | Bergamo | 18/02/2024 |             |
| 2022/23  | 7"48  | Bergamo | 19/02/2023 |             |

### 100 metri piani
| Stagione | Tempo | Luogo   | Data       | Rank. Mond. |
| -------- | ----- | ------- | ---------- | ----------- |
| 2025     | 11"21 | Skopje  | 21/07/2025 |             |
| 2024     | 11"46 | Brescia | 10/05/2024 |             |

### Salto in lungo
| Stagione | Misura | Luogo         | Data       | Rank. Mond. |
| -------- | ------ | ------------- | ---------- | ----------- |
| 2025     | 6,42 m | Brescia       | 15/06/2025 |             |
| 2024     | 6,26 m | Busto Arsizio | 21/09/2024 |             |
| 2023     | 6,21 m | Olgiate Olona | 11/06/2023 |             |

## Palmarès
| Anno | Manifestazione | Sede    | Evento            | Risultato | Prestazione | Note                                                                          |
| ---- | -------------- | ------- | ----------------- | --------- | ----------- | ----------------------------------------------------------------------------- |
| 2025 | EYOF           | Skopje  | 100 m piani       | Oro       | 11"21       | Miglior prestazione europea under 18 · Miglior prestazione nazionale under 20 |
| 2025 | EYOF           | Skopje  | Staffetta svedese | Oro       | 2'04"57     | Miglior prestazione europea under 18                                          |
| 2025 | Europei U20    | Tampere | 100 m piani       | Oro       | 11"22       |                                                                               |
| 2025 | Europei U20    | Tampere | 4×100 m           | Oro       | 43"72       | Miglior prestazione nazionale under 20                                        |

## Campionati nazionali
- 1 volta campionessa nazionale allieve dei 100 m piani (2025)
- 1 volta campionessa nazionale allieve indoor dei 60 m piani (2025)
- 2 volte campionessa nazionale cadette degli 80 m piani (2023, 2024)
- 2 volte campionessa nazionale cadette della staffetta 4×100 m (2023, 2024)

2023
- Oro ai campionati italiani cadetti (Caorle), 80 m piani - 9"81
- Oro ai campionati italiani cadetti (Caorle), staffetta 4×100 m - 47"47

2024
- Oro ai campionati italiani cadetti (Caorle), 80 m piani - 9"42
- Oro ai campionati italiani cadetti (Caorle), staffetta 4×100 m - 46"41

2025
- Oro ai campionati italiani allievi indoor (Ancona), 60 m piani - 7"19
- Oro ai campionati italiani allievi (Rieti), 100 m piani - 11"36